# King’s Quest VI: Heir Today, Gone Tomorrow
King’s Quest VI: Heir Today, Gone Tomorrow — шестая часть серии King’s Quest, разработанная Sierra Entertainment под руководством Роберты Уильямс и Джейн Дженсен. Многие рецензенты посчитали игру лучшей в серии. Её основными особенностями являлись вступительный ролик выполненный в 3D-графике, созданием которого занималась компания Kronos Digital Entertainment, и профессиональное озвучивание персонажей. King’s Quest VI была создана при помощи движка Sierra's Creative Interpreter и стала последней игрой серии из выходивших на дискетах. CD-ROM версия игры была выпущена в 1993 году с улучшенной графикой и озвучиванием.
Сюжетно игра является продолжением событий, показанных в финале King’s Quest V. Сын короля Грэхема, принц Александр, отправляется на поиски прекрасной принцессы Кассимы, дочери короля Зелёных Островов, однако у самой цели путешествия терпит кораблекрушение. Теперь Александру предстоит победить своего злобного соперника — визиря Алхазреда и завоевать сердце Кассимы.

## Игровой процесс
King’s Quest VI — это двухмерная приключенческая игра с интерфейсом point-and-click. Для управления в игре, игрок использует находящуюся в верхней части экрана графическую панель с кнопками, которые позволяют производить действия: идти, смотреть (при этом рассказчик описывает выбранный предмет), использовать и говорить соответственно. King’s Quest VI является второй игрой в серии, которая использует подобный интерфейс: King’s Quest V использовала его как новую функциональность движка SCI1. Все предыдущие игры серии использовали текстовой парсер, который требовал от игрока набирать на клавиатуре команды и действия вместо того, чтобы выбирать их на экране.
Большую часть игрового процесса занимает решение головоломок. Среди них есть логические задачи и взаимодействие с персонажами посредством диалогов или использованием собранных предметов. Одна из головоломок требует нахождения информации в буклете «Guidebook to the Land of the Green Isles», который был вложен в коробку с игрой. Кроме наличия дополнительной информации о мире игры, данный буклет играл роль средства защиты от копирования: без него игрок не мог решить задачи на Скалах Логики, которые предваряют посещение Острова Священной Горы. Также буклет включает стихотворение, в котором зашифровано решение к одной из головоломок в лабиринте острова. В переизданной версии буклет был включен в руководство пользователя на CD.
Решение задач в игре обычно требует перемещения между островами игрового мира, что достигается благодаря магической карте. Хотя концепция путешествия при помощи магической карты использовалась в более ранних играх серии, таких как King's Quest III, но в King’s Quest VI её действие отличается, так как карту можно использовать только для путешествия между островов, которые не могут быть достигнуты пешком.

## Сюжет
Действие игры почти полностью происходит в вымышленном королевстве Зелёных Островов (англ. Land of the Green Isles). Королевство состоит из нескольких островов, которые описываются как сильно одалённые от остального мира. Игрок может перемещаться между разными островами после того как он получит магическую карту.
В центре королевства находится Остров Короны (англ. Isle of the Crown), который выполнен в тематике Тысячи и одной ночи. Остров Чуда (англ. The Isle of Wonder) вдохновлён сказкой Алиса в Стране чудес, а тематика Острова Священной Горы (англ. Isle of the Sacred Mountain) черпает идеи из классической мифологии. Остров Чудовища (англ. Isle of the Beast) обладает густым лесным покровом и защищён магическими барьерами. Кроме того в игре есть спрятанные области. Одна из них населена племенем друидов, тогда как на другой игрок может встретиться со Смертью.
Игра начинается со сцены, где принца Александра преследуют воспоминания о принцессе Кассиме, которую он встретил в концовке King’s Quest V, когда их обоих спасли от злого колдуна Мордака. После того как принц наблюдает видение Кассимы в магическом зеркале, которое его отец получил в первой части серии, Александр снаряжает корабль и отправляется искать принцессу. В начале игры он терпит кораблекрушение на побережье Острова Короны, где он узнаёт, что визирь Абдул Алхазред в отсутствие Кассимы захватил власть и планирует насильно женить её на себе. Александру необходимо исследовать Королевство Зелёных Островов, чтобы найти необходимые предметы, которые помогут ему спасти Кассиму от визиря.